# Colobostoma castaneus
Colobostoma castaneus är en skalbaggsart som beskrevs av Lea 1919. Colobostoma castaneus ingår i släktet Colobostoma och familjen Melolonthidae. Inga underarter finns listade i Catalogue of Life.